# Vida perfecta
Vida perfecta és una sèrie de televisió espanyola escrita per Leticia Dolera, dirigida per Leticia Dolera, Ginesta Guindal i Elena Martín i produïda per Corte y Confección de Películas per la plataforma Movistar+ estrenada el 18 d'octubre de 2019. El 17 de desembre de 2019, la sèrie va ser renovada per una segona temporada.

## Sinopsi
María, Esther i Cristina són tres dones que entrellacen les seves existències quan estan suportant les seves respectives crisis personals. Unides, descobreixen que la seva vida no té per què ser tal com l'havien planejat, descartant aquells plans preestablerts que els van portar a tocar fons, tractant de buscar un nou camí cap a la felicitat.

## Repartiment

### 1a temporada

#### Repartiment principal
- Leticia Dolera - María Eugenia Aguado
- Celia Freijeiro - Cristina "Cris" (Episodi 1 - Episodi 3; Episodi 5 - Episodi 8)
- Aixa Villagrán - Esther Aguado

#### Repartiment secundari
- Enric Auquer - Gari (Episodi 1 - Episodi 8)
- Font García - Pablo (Episodi 1 - Episodi 3; Episodi 5 - Episodi 8)
- Manuel Burque - Xosé (Episodi 3 - Episodi 8)
- David Verdaguer - Gustavo (Episodi 1; Episodi 5 - Episodi 8)
- Cocó Salvador - Paula (Episodi 1 - Episodi 3; Episodi 5 - Episodi 8)
- Víctor Fontela - Richi (Episodi 3 - Episodi 5; Episodi 7 - Episodi 8)
- Alba Estapé - Natalia "Nata" (Episodi 3 - Episodi 5; Episodi 7 - Episodi 8)
- Marieta Sánchez - Maruja (Episodi 1 - Episodi 2; Episodi 5 - Episodi 6)
- Ángela Cervantes - Ro (Episodi 5 - Episodi 7)
- Jasmine Roldán - Jimmy (Episodi 2 - Episodi 3; Episodi 8)
- Xavi Sáez - Carlos (Episodi 2 - Episodi 3; Episodi 6)
- José Pérez Ocaña - Javier (Episodi 1 - Episodi 2; Episodi 6)

#### Amb la col·laboració especial de
- Pedro Casablanc - Ricardo (Episodi 3 - Episodi 4; Episodi 8)
- Carmen Machi - María del Pilar (Episodi 4; Episodi 7 - Episodi 8)
- Fernando Colomo - José Antonio Aguado (Episodi 4; Episodi 7 - Episodi 8)
- Risto Mejide - Presentador (Episodi 6)

#### Repartiment episòdic
- Alejandro Tous - Álex (Episodi 2)
- Itziar Castro - Enfermera analítica (Episodi 3)
- Txell Aixendri - Aroa (Episodi 4)

## Capítols

### Primera temporada (2019)
| N. (temporada) | N. (serie) | Títol                                | Direcció               | Guió                           | Data d'emissió       |
| -------------- | ---------- | ------------------------------------ | ---------------------- | ------------------------------ | -------------------- |
| 1              | 1          | «Cuando no te dejas llevar»          | Leticia Dolera         | Leticia Dolera i Manuel Burque | 18 d'octubre de 2019 |
| 2              | 2          | «Cuando nada es lo que parece»       | Leticia Dolera         | Leticia Dolera i Manuel Burque | 18 d'octubre de 2019 |
| 3              | 3          | «Cuando tomas un camino inesperado»  | Ginesta Guindal Forgas | Leticia Dolera y Manuel Burque | 18 d'octubre de 2019 |
| 4              | 4          | «Cuando te confiesas con tus padres» | Elena Martín           | Leticia Dolera i Manuel Burque | 18 d'octubre de 2019 |
| 5              | 5          | «Cuando quieres y no puedes»         | Elena Martín           | Leticia Dolera i Manuel Burque | 18 d'octubre de 2019 |
| 6              | 6          | «Cuando no quieres estar sola»       | Ginesta Guindal Forgas | Leticia Dolera i Manuel Burque | 18 d'octubre de 2019 |
| 7              | 7          | «Cuando todo se derrumba»            | Leticia Dolera         | Leticia Dolera i Manuel Burque | 18 d'octubre de 2019 |
| 8              | 8          | «Cuando te dejas llevar»             | Leticia Dolera         | Leticia Dolera y Manuel Burque | 18 d'octubre de 2019 |

### Segona temporada[2]
| N. (temporada) | N. (serie) | Títol          | Direcció       | Guió                           | Data d'emissió |
| -------------- | ---------- | -------------- | -------------- | ------------------------------ | -------------- |
| 1              | 9          | Sense anunciar | Leticia Dolera | Leticia Dolera i Manuel Burque | Sense anunciar |

## Producció
Previ a l'estrena de la sèrie va haver-hi una polèmica pel fet d'una de les actrius que estava prevista com una de les protagonistes, Aina Clotet, finalment no va ser contractada per quedar-se embarassada. Això va ser controvertit, ja que Leticia Dolera és una coneguda activista feminista.

## Recepció i crítica
La sèrie ha rebut crítiques positives. Octavio Salazar opina a El País que "Vida perfecta aconsegueix en tot just vuit hores oferir-nos un retrat complet i emocionant de les cruïlles en les quals es troben les dones en general i molt en particular les que ara tenen entre 30 i 40 anys" i Andrés Guerra a La Vanguardia la qualifica de "deliciós exercici de costumisme urbanita amb molta dosi d'humor".
La sèrie ha aconseguit dos premis en Canneseries en 2019, a millor sèrie i a millor interpretació femenina, que ha recaigut ex aequo en les tres protagonistes, Celia Freijeiro, Aixa Villagrán i la pròpia Dolera.